# Belice en los Juegos Olímpicos de Montreal 1976
Belice estuvo representado en los Juegos Olímpicos de Montreal 1976 por un total de 4 deportistas masculinos que compitieron en 2 deportes.
El equipo olímpico beliceño no obtuvo ninguna medalla en estos Juegos.